# اسمك هو چوستين (فلم)

## أ
اسمك هو چوستين (بولندي: Maszha imię Justine) هو فيلم لوكسمبورغي صادر عام 2005 من إخراج فرانكو دي بينا (Franco de Peña). في الأصل أراد دي بينا إنتاج الفيلم في ألمانيا، ولكن عندما لم يتمكن من جمع الأموال الكافية، جاء إلي لوكسمبورج. الفيلم هو إنتاج مشترك بين (Hemisphere Films) من لوكسمبورغ و (Opus Film) من بولندا. وقد تم تصويره في لوكسمبورج بمساعدة العديد من الفنيين المحليين، ونتيجة لذلك فإن الحوار في الفيلم يتم باللغات الإنجليزية، والألمانية، والبولندية. وتدور أحداثه حول فتاة تدعي ماريولا  (Mariola)، تؤدي الدور آنا سيزلاك (Anna Cieslak)، تُجبر علي ممارسة الدعارة في برلين وتحاول التمسك بحسها الذاتي رغم استغلالها من مَن حولها.
الفيلم هو مشاركة لوكسمبورغ لجوائز الأوسكار ال79 عن فئة أفضل فيلم بلغة أجنبية. وعلي الرغم من انه تم رفض كثير من التقديمات السابقة مثل (فيام Private  الإيطالي) لأنها لم تكن باللغة الرسمية للبلاد، قامت الأكاديمية بإزالة هذا شرط لجوائز جائزة الأوسكار ال79 مما سمح بمشاركة فيلم (اسمك چوستين) وأفلام أخري مثل مثل فيلم Water  الكندي والذي يحتوي على حوار بالهندي فقط. وبالرغم من ذلك تم رفض الفيلم من قبل أكاديمية الفنون والعلوم السينمائية قبل عملية المراجعة الرسمية. حيث قررت الأكاديمية انه لم تكن هناك مساهمة ابداعية كافية من قبل لكسمبورغ لتستوفي متطلبات الأكاديمية، والتي تؤكد علي أن البلد المتقدم للطلب يجب ان يشهد بأن المواهب الإبداعية في هذا البلد تُمارس الرقابة الفنية علي الفيلم. وقد شعر جوي هوفمان (Joy Hoffman)، رئيس لجنة في لوكسمبورغ لأوسكارا للغات الأجنبية بخيبة امل بسبب الرفض. ومع ذلك وافق على فكرة أن الفيلم كان «حدود المشاركة.» وأشار انه «بدون لوكسمبورج لن يكون هناك فيلم».

### الحبكة
بينما كانت تعيش مع جدتها في بولندا، تقع امرأة شابة تدعي ماريولا (آنا سيزلاك) في الحب. صديقها نيكولا (أرنو فريش)، ساحر. أقترح عليها أن يسافرا معًا إلي جميع أنحاء أوروبا وبعملا هنا وهناك لتسديد ثمن رحلتهما. لسوء الحظ لم يكن نيكو كما يبدو  وتم بيع ماريولا للعمل في الدعارة عند عبورهم ألمانيا. يتابع الفيلم محنتها وهي تحاول ان تحرر نفسها ولكنها تظل  عالقة مع مرور الوقت ويحاول أسروها كسرها ووضعها في حياه جديده من العبودية.

### وصلات خارجية
- مقالات تستعمل روابط فنية بلا صلة مع ويكي بيانات